# Wasserwerk Am Staad

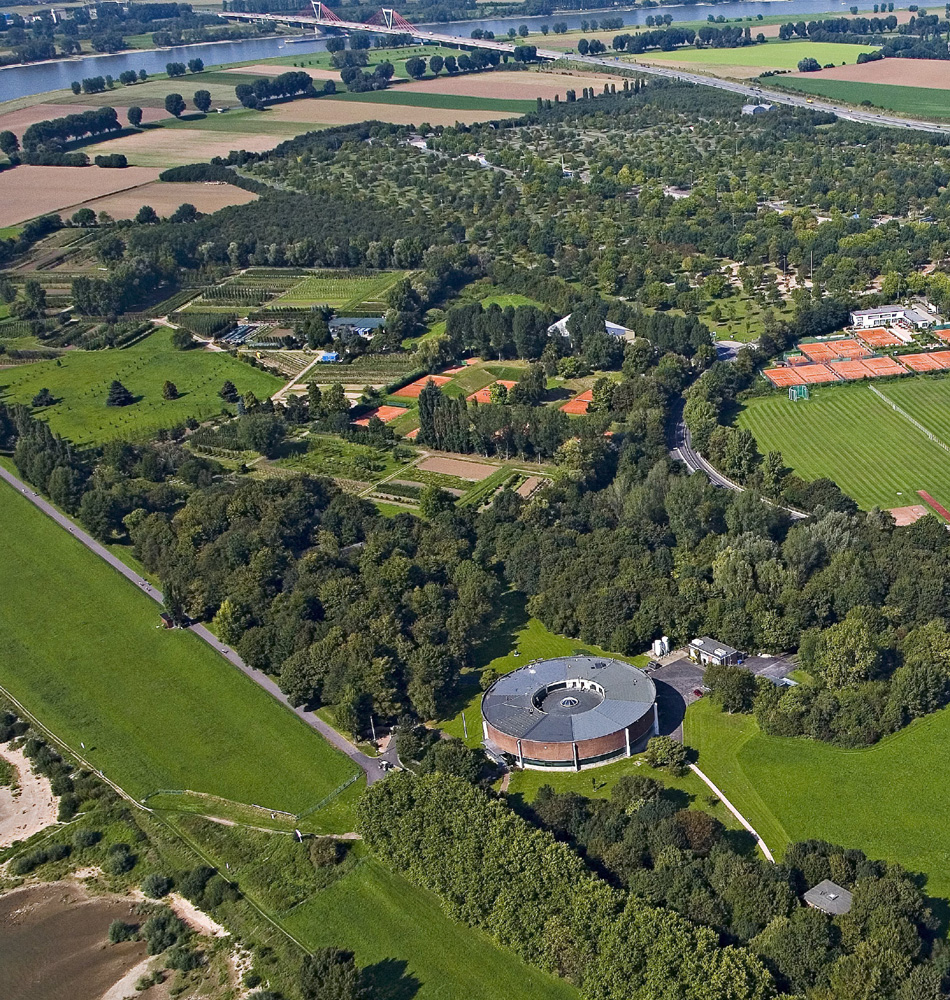
Luftbildaufnahme des Wasserwerk Am Staad, oben die A44-Rheinbrücke

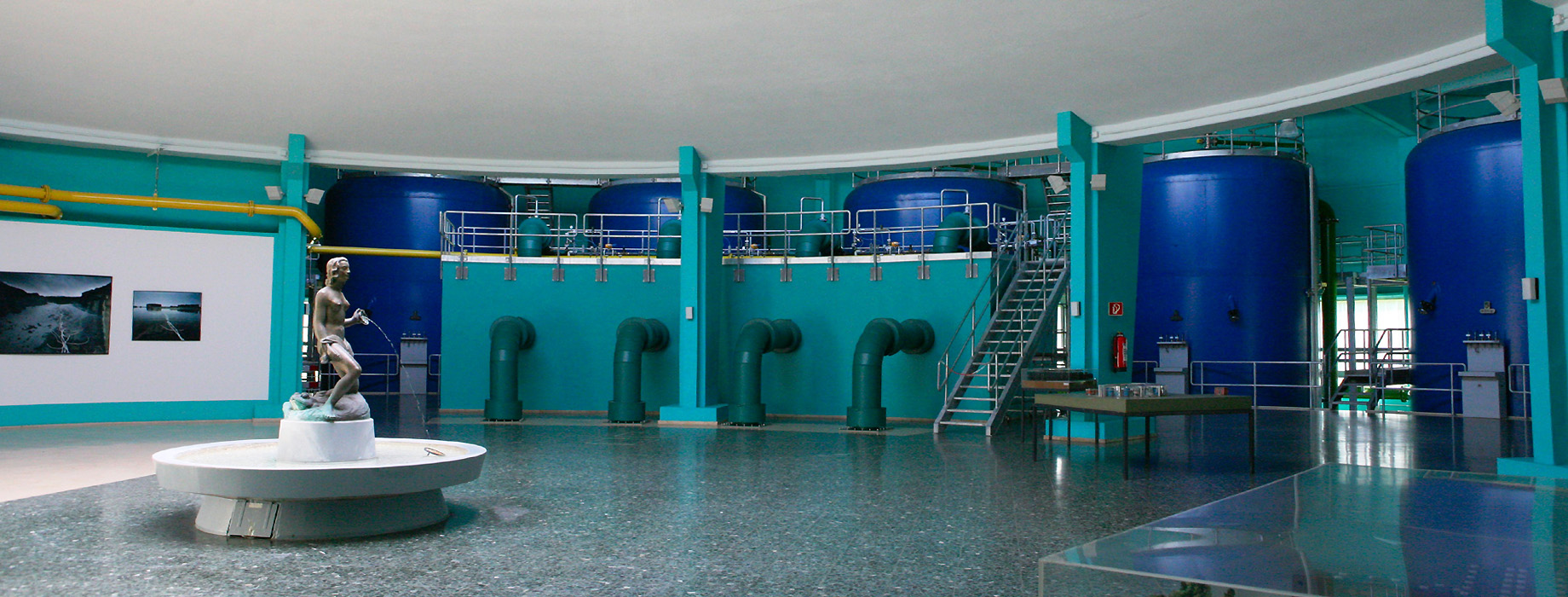
Eingangshalle des Wasserwerk Am Staad

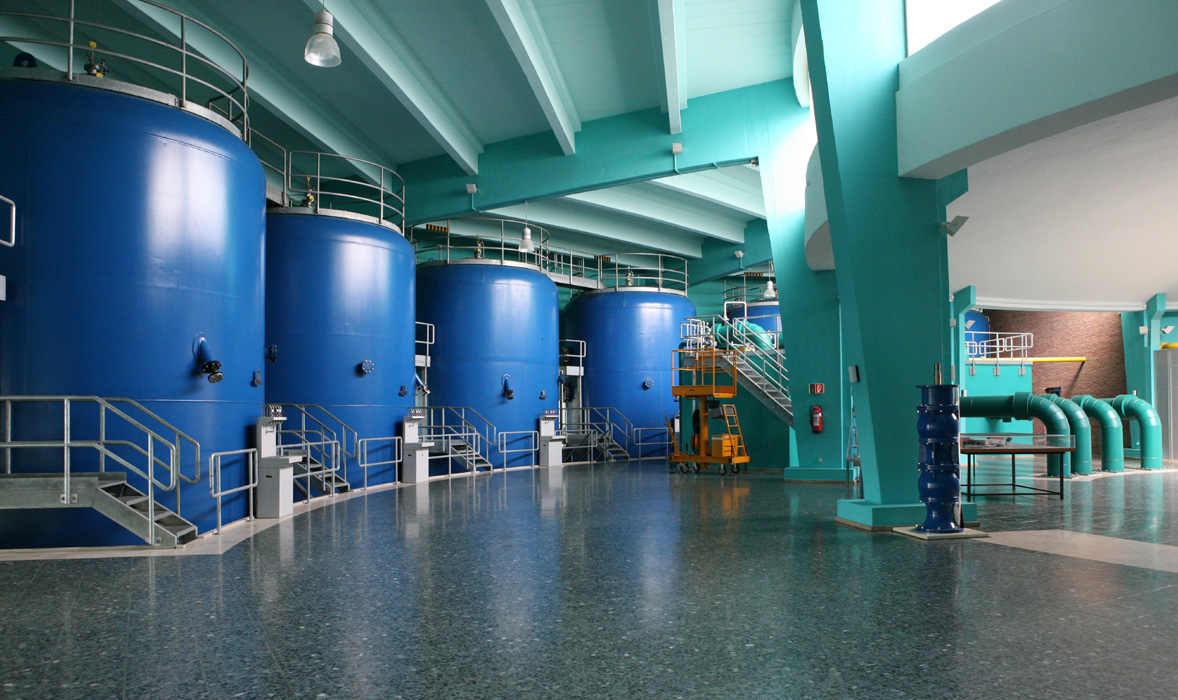
Filterhalle Wasserwerk Am Staad

Das Wasserwerk Am Staad ist das dritte von vier Wasserwerken auf Düsseldorfer Gebiet. Es befindet sich im Düsseldorfer Norden. Betrieben wird es durch die Stadtwerke Düsseldorf. Am Staad werden 20.578.000 m³ Trinkwasser pro Jahr aufbereitet (Stand 1998).

## Geschichte
Die Grenzen der Wasserförderung in Düsseldorf waren 1925 im Wasserwerk Flehe (dem ersten Düsseldorfer Wasserwerk) erreicht: Bei niedrigen Wasserständen konnte das Werk nicht mehr genügend Wasser liefern. So entstand in den Jahren 1928 bis 1931 zwischen der Schnellenburg und der alten Nordgrenze das Wasserwerk Am Staad.
Umfangreiche hydrologische Untersuchungen hatten ergeben, dass Am Staad nicht nur ausgezeichnetes Wasser vorhanden war – wasserführende Schichten sind hier bis zu 24 Meter mächtig –, sondern dass das Werk auch günstig zum Abgabegebiet lag. Auf 500 m Rheinfront wurden 25 Filterrohrbrunnen abgeteuft – tägliche Leistung 65.000 Kubikmeter Wasser. Zwei Elektro-Kreiselpumpen von je 360 PS förderten es. Die Kosten lagen bei 5,3 Millionen Mark.
Eine neue Bauweise – das erstmals in Deutschland angewandte chemische Versteinerungsverfahren – hatte den Vorteil, dass sich selbst bei tieferem Absinken des Grundwasserspiegels die Ergiebigkeit der Wasserfassung nicht minderte. Das erklärt auch die geringe Anzahl der Brunnen. Nach alter Technik hätte man für die gleiche Tagesleistung 60 Brunnen bohren müssen. Pfingsten 1931 flossen die ersten Liter Trinkwasser aus der Spitzenbedarfsanlage. 1929 wurde Kaiserswerth eingemeindet, so dass die Wasserversorgung ab 1933 über eine 300 mm weite Rohrleitung vom Am Staad aus erfolgte, das dortige Wasserwerk wurde überflüssig.
Im Zweiten Weltkrieg wurden die Anlagen in Flehe und Am Staad stark betroffen. Am Staad war das Gebäude des Pumpwerks zum großen Teil eingestürzt, die Maschinenanlage durch Volltreffer unbrauchbar und die Schaltstation fast völlig zerstört. Die Entwässerungspumpen waren ausgefallen, der Pumpenschacht voll Wasser gelaufen. Restlos vernichtet war das Einsteige- und das Entlüftungshaus zum Heberrohrkanal. Das Heberrohr selbst war durch Explosionsdruckwellen auseinandergerissen und an vielen Stellen undicht. Auch die provisorische elektrische Schaltstation des Not-Wasserwerks hatte Treffer abbekommen. Die Anlage musste ihren Betrieb einstellen. Ende 1945 wurde das Maschinenhaus und Schalthaus vollständig erneuert und nahm den Betrieb wieder auf.
Das Pumpwerk 1 besteht aus 20 einzelnen Vertikalbrunnen, die über einen Heberleitung miteinander verbunden sind. 1954 erfolgte die Inbetriebnahme des Pumpwerkes 2, 1960 und 1969 folgten Pumpwerk 3 und 4. Diese Pumpwerke sind alle als Horizontalfilterbrunnen ausgebaut. Bis 1973 kamen noch insgesamt fünf weitere Brunnen hinzu. Insgesamt gibt es auf dem Gelände des Wasserwerks Am Staad 10 Pumpen.
Ab Oktober 1958 wurde erstmals die gesamte Fördermenge der Werksgruppe Staad mit Chlordioxid, hergestellt aus Natriumchlorit und Chlor „behandelt“. Zwar reichte das Verfahren nicht aus, um Geruch und Geschmack zu verbessern, aber es erwies sich als zweckmäßiger für die Sicherheitschlorung, die notwendig ist, um die Keimfreiheit des Wassers im Rohrnetz zu erhalten.
Als das „Wirtschaftswunder“ begann, stellte die Verpflichtung, ein stets einwandfreies Trinkwasser zu liefern, die Stadtwerke Düsseldorf schon nach kurzer Zeit vor Probleme. Durch Wasser, das in die Kiese und Sande der Flussaue einsickert, verschlechterte sich mit der zunehmenden Rheinverschmutzung ab 1949/50 rasch die Qualität des Wassers in den Brunnen. Das Brunnenwasser unterschied sich jedoch, wie Analysen aus dem Jahre 1961 zeigen, stets stark vom Rheinwasser – dank der vorzüglichen natürlichen Filterung im Boden. Schon in den zwanziger und dreißiger Jahren war eine zunehmende Abwasserbelastung des Rheins und ein allmählich steigender Chloridgehalt festgestellt worden. Trotzdem blieb das Brunnenwasser ohne jede Aufbereitung trinkbar. Dann verschlechterten sich Geruch und Geschmack des Wassers zunehmend. Industriewerke und die Städte leiteten immer mehr Abwasser in den Rhein. Von allen getesteten Verfahren zur Wasseraufbereitung wirkte das mit Aktivkohle und Ozon am besten. Da das Wasserwerk Am Staad das qualitativ schlechteste Brunnenwasser in Düsseldorf förderte, legten die Stadtwerke dort nach langjährigen Versuchen den Grundstein für die erste Aufbereitungsanlage nach dem Düsseldorfer Verfahren. Sie wurde 1961 in Betrieb genommen und lieferte stündlich 6000 m³ mit Ozon und Aktivkohle „behandeltes“ Trinkwasser.
Im November 1986, nach dem Brand in dem Basler Chemieunternehmen Sandoz, wurde wegen der Angst der Bevölkerung vor vergiftetem Rheinwasser die Wasserwerke Flehe und Am Staad zum Schutz des Grundwassers vorsorglich kurzzeitig stillgelegt. Wochenlange strenge Kontrollen des Grundwassers und des Brunnenwassers durch mehrere wissenschaftliche Institute ergaben schließlich, dass weder Grund- noch Brunnenwasser geschädigt wurden.
1993 wurden umfangreiche Bau- und Sanierungsarbeiten im Wasserwerk Am Staad durchgeführt. Neue Wasserrechte von 15 Millionen Kubikmeter pro Jahr bis ins Jahr 2027 für Flehe und von 22,5 Millionen Kubikmeter pro Jahr bis 2028 für das Wasserwerk Am Staad wurden erteilt.
2003 wurde die neue Steuerungswarte im Wasserwerk Am Staad in Betrieb genommen. Alle Prozesse von Gewinnung und -aufbereitung werden per Mausklick gesteuert.

## Aufbereitung

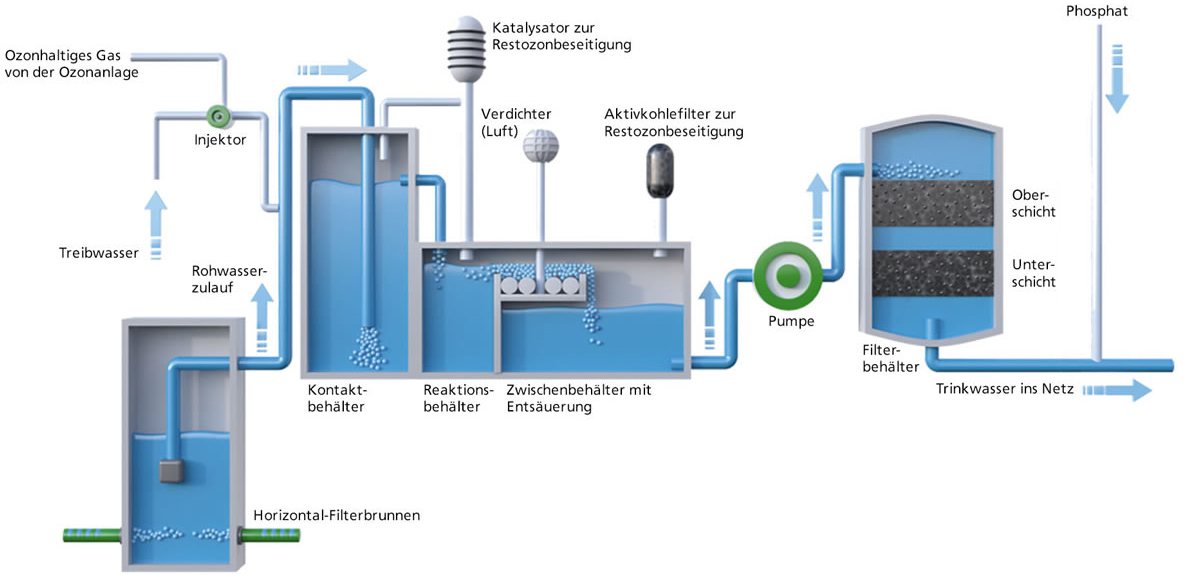
Schema der Trinkwasseraufbereitung nach dem Düsseldorfer Verfahren

Die erste Stufe stellt die Uferfiltration dar. Zweite Stufe die Oxidation durch Ozon: 0,5 g/m³, Ozonerzeugung aus Sauerstoff. Stufe drei die Voraktivierung durch Aktivkohlefiltration in geschlossener Bauweise, Körnung: 1,5 – 2,5 mm, Fläche: 20 m², Höhe: 1,5 m, Durchsatz: 200 m³/h. Stufe vier die Aktivkohlefiltration in geschlossener Bauweise, Körnung: 0,8 – 2,4 mm, Fläche: 20 m², Höhe: 2,5 m, Durchsatz: 200 m³/h. (Früher als Stufe 5: die Desinfektion mit Chlordioxid: 0,05 g/m³.) Und abschließende die Stufe fünf: Inhibitoren mit Phosphat: 1 g/m³ (früher auch mit Silikat: 1 g/m³.)(Stand 2016).

## Versorgungsgebiet
Das Versorgungsgebiet der Düsseldorfer Wasserwerke mit Trinkwasser umfasst 600.000 Menschen, Gewerbe und Industrie in Düsseldorf, Erkrath und Mettmann. Insgesamt werden in einem Jahr rund 50 Mio. Kubikmeter (m³) Trinkwasser verteilt, täglich sind das durchschnittlich 140.000 Kubikmeter – 140 Millionen Liter. Die Tagesabgabe schwankt zwischen 120.000 Kubikmetern im Winter und bis zu 250.000 Kubikmetern an einem heißen Sommertag.

## Biodiversität

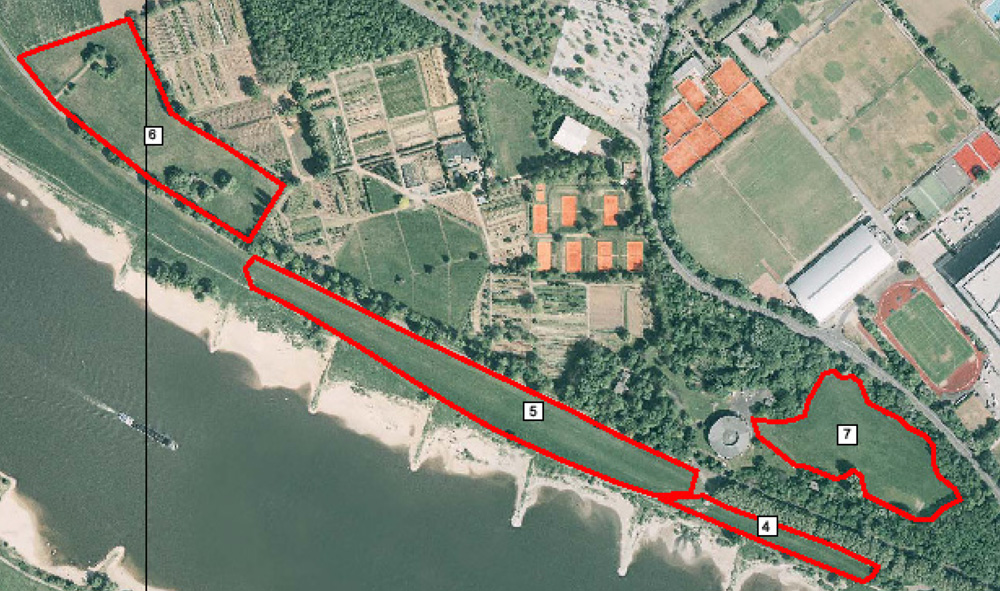
Wasserwerk Am Staad, Markierung der von der Biostation „Haus Bürgel“ untersuchten Flächen zur Biodiversität

Das Wasserwerksgelände (Wasserschutzzone I + II) wird seit jeher extensiv genutzt, sie werden nicht gedüngt oder mit Pestiziden behandelt.
Flächenbegrenzung:
Die biodiversitär relevante Flächen erstrecken sich als:
| Wiesenfläche Vordeich links (Brunnengalerie)  | 0,81 ha |
| Wiesenfläche Vordeich rechts (Brunnengalerie) | 3,30 ha |
| Wiesenfläche Pumpwerk 3 und 4                 | 3,21 ha |
| Wiesenfläche Innenbereich                     | 4,00 ha |

Der Deich ist südwestexponiert (Fläche 4 und 5 im Bild rechts). Er ist im unteren Abschnitt zum Rhein hin flach auslaufend, der Standort relativ nährstoffreich und frisch. Die Teilfläche 4 ist im mittleren Deichabschnitt stark geneigt und trocken. Der obere Abschnitt ist wieder flacher ausgeprägt. Die Fläche 5 ist im mittleren Abschnitt leicht und im oberen Abschnitt stark geneigt.
Es wurden auf diesen Flächen 70 Pflanzenarten und darunter 18 Kennarten der Stromtal-Halbtrockenrasen aufgenommen. Mit 50 Arten auf der Fläche 4 und 55 Arten auf der Fläche 5 ist auch dieser Deich sehr artenreich. Bedeutsam ist das teilweise dominierende Vorkommen des Zottigen Klappertopfes (Rhinanthus alectorolophus). Diese Art ist in NRW stark gefährdet (Roten Liste 2) und in der Niederrheinischen Bucht vom Aussterben bedroht (Rote Liste 1). Der westliche Deichabschnitt ist mehrstufig aufgebaut. Im oberen Hangbereich sind verhäuft Pflanzen der Halbtrockenrasen zu finden, z. B. Aufrechte Trespe (Bromus erectus). In der oberen Ebene wächst Weiches Honiggras (Holcus lanataus), Kleiner Wiesenknopf (Sanguisorba minor), Gewöhnlicher Stumpfblättriger Ampfer (Rumex obtusifolia), Skabiosen-Flockenblume (Centaurea scabiosa) und Margerite (Chrysanthemum leucanthemum). Die Zwischenebene ist geprägt von Kleinem Wiesenknopf (Sanguisorba minor) und Zottigem Klappertopf (Rhinanthus alectorolophus). Im unteren Bereich wächst Glatt- und Goldhafer.
Die Wiese am Pumpwerk (Fläche 6 im Bild rechts) weist einen hohen, jedoch an vielen Stellen lückigen, Bewuchs auf. Diese magere Glatthaferwiese ist mit 39 Arten artenreich. Auch hier kommt der Zottige Klappertopf (Rhinanthus alectorolophus) regelmäßig vor. Weitere auffällige Arten der mageren Wiesen sind die Skabiosen-Flockenblume (Centaurea scabiosa) und die Acker-Witwenblume (Knautia arvensis). Bemerkenswert ist hier das frequente Vorkommen des Kammgrases (Cynosurus cristatus). Vor allem im nördlichen Abschnitt breitet sich das Jakobs-Kreuzkraut (Senecio jacobaea) aus, was eine große Gefahr für Nutztiere darstellt, da das Heu als Futtermittel Verwendung findet.
Insgesamt wurden auf allen untersuchten Flächen 107 Pflanzenarten erfasst. Darunter sind 13 Arten der Roten Liste und 5 der Vorwarnliste.
Auf den Deichflächen des Wasserwerkes konnten aufgrund der langjährigen extensiven Nutzung die Stromtal-Halbtrockenrasen, die Relikte der Salbeiwiesen, erhalten bleiben. Nur wenige der für diese Pflanzengesellschaft charakteristischen Arten wurden nicht gefunden. Die Wiesenflächen sind sehr artenreich und schützenswert.
Stromtal-Halbtrockenrasen sind nach der Roten Liste der Pflanzengesellschaften in NRW stark gefährdet. Sie sind darüber hinaus ein FFH-Lebensraumtyp und ein gesetzlich geschützter Biotoptyp nach § 62 Landschaftsgesetz NRW. Diese Wiesengesellschaft benötigt eine volle Besonnung und eine zweischürige Mahd ohne Düngung. Durch Trocknung der Mahd und Entfall des Saatguts auf den Wiesen sowie anschließender Abfuhr des Heus entsteht ein Nährstoffentzug. So konnte sich der artenreiche Standort Flehe über einen Zeitraum von 50 bis 60 Jahren entwickeln.
Seit einem Kooperationsvertrag mit der Biologischen Station Haus Bürgel im Jahr 2010 werden die Wiesen wissenschaftlich begleitet. Eine floristische Erfassung fand im Jahr 2010 statt, eine Heuschreckenerfassung 2012.
Es findet auch eine Mahdgutübertragung und damit Saatgutübertragung für die Neuanlage von Grünland statt.